# Dag Hammarskjöld
Dag Hammarskjöld ( PRONÚNCIA; Jönköping, 29 de julho de 1905 — Ndola, 18 de setembro de 1961) foi um diplomata, economista e escritor sueco. Foi Secretário-Geral das Nações Unidas (ONU) de 1953 até sua morte em 1961, e membro da Academia Sueca desde 1954. Faleceu perto de Ndola, Rodésia do Norte (hoje Zâmbia).
No mundo ocidental, Hammarskjöld foi muito respeitado como um diplomata, sendo o único ganhador póstumo do Prêmio Nobel da Paz. No ocidente, sua nomeação e mandato foram aclamados como um dos mais notáveis e bem-sucedidos na liderança da ONU. O presidente dos Estados Unidos, John F. Kennedy, chamou Hammarskjöld de "o maior estadista do nosso século". No terceiro mundo, no entanto, seu legado é extremamente controverso, dado seu desempenho errático na Crise do Congo, com consequências até hoje.

## Vida e carreira

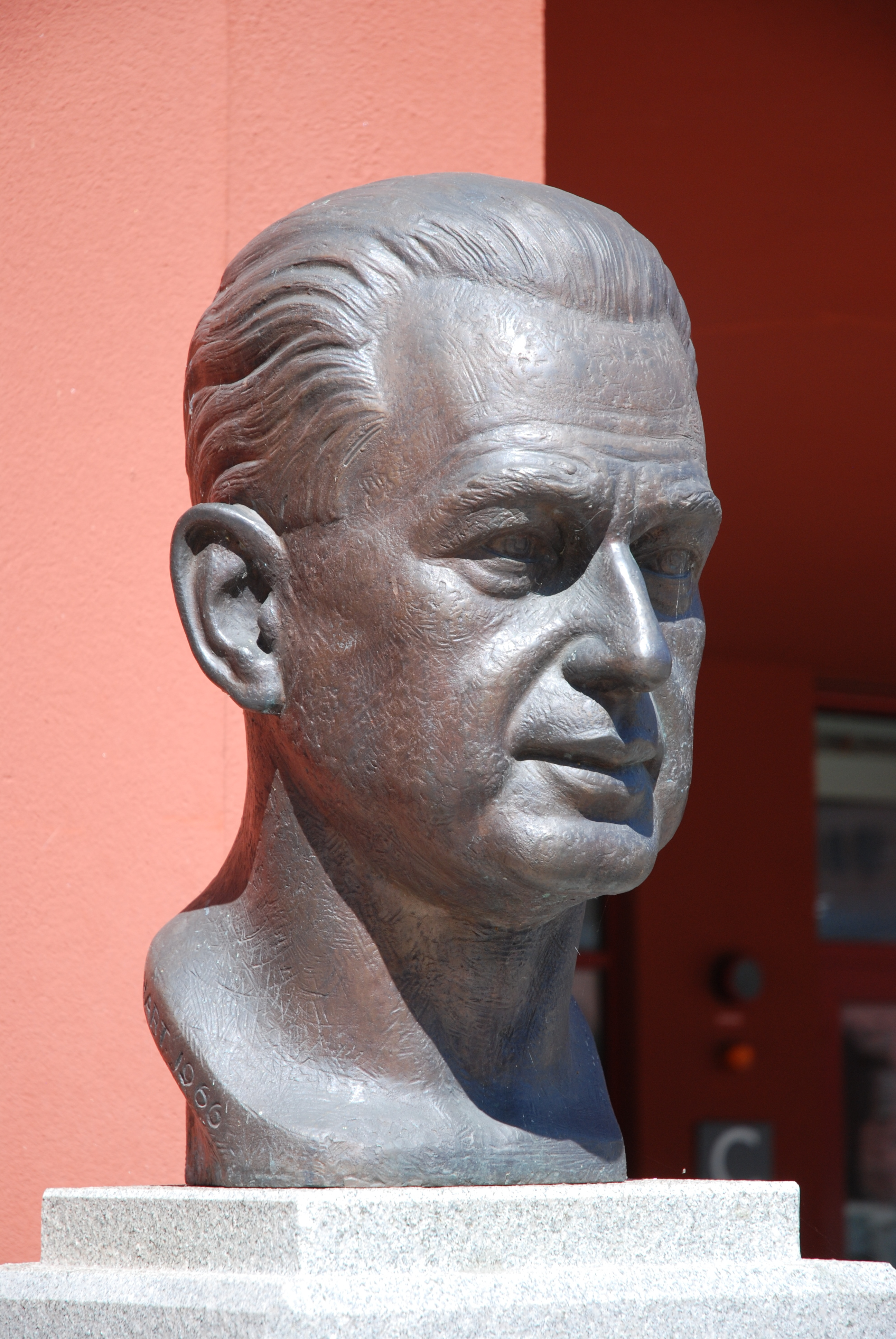
Busto

Dag Hammarskjöld - cujo nome completo era Dag Hjalmar Agne Carl Hammarskjöld - nasceu em Jönköping, na Suécia, embora tenha vivido a maior parte da infância em Uppsala. Era o mais jovem e quarto filho de Hjalmar Hammarskjöld, Primeiro-Ministro da Suécia (1914–1917). Seus antepassados tinham servido a Coroa Real Sueca desde o século XVII. Estudou na Universidade de Uppsala, onde obteve graduação e pós-graduação em Economia Política e Direito. Posteriormente obteve o doutoramento (1933) na Universidade de Estocolmo.
Ocupou cargos políticos no governo da Suécia, onde foi ministro, e no Banco da Suécia, do qual foi presidente. De 1953 a 1961 foi secretário-geral das Nações Unidas.
Seu primeiro grande desafio veio do Oriente Médio, em outubro de 1956, quando o presidente do Egito, Gamal Abdel Nasser, nacionalizou o canal de Suez, que era propriedade de empresas britânicas e francesas. O Reino Unido e a França elaboraram um plano secreto para que Israel invadisse o Egito e uma força anglo-francesa interviesse para "restaurar a ordem". A operação teve forte oposição de Hammarskjöld, que, com o apoio dos Estados Unidos e da URSS, ameaçou intervir militarmente. As forças anglo-francesas e israelenses foram obrigadas a se retirar e uma força de paz da ONU – a primeira delas, que teve participação de tropas brasileiras – foi criada para garantir o cessar-fogo. 
Em 1960, a Bélgica subitamente resolveu dar independência ao Congo-Quinxassa. O poder ficou dividido entre um presidente conservador, Joseph Kasa-Vubu, e um primeiro-ministro de esquerda, Patrice Lumumba. Surgiram motins contra oficiais belgas e ataques a europeus no Congo. Instigada pelos belgas, a província de Catanga, rica em recursos minerais, declarou-se independente, sob a liderança de Moïse Tshombe e um exército de mercenários brancos. A ONU enviou uma força de paz de quase 20 mil homens para restaurar a ordem. A recusa de Hammarskjöld em colocar as tropas a serviço de Lumumba provocou a ira do então dirigente soviético, Nikita Khrushchov. A situação tornar-se-ia mais escandalosa com o assassinato de Lumumba pelas tropas de Tshombe. Em fevereiro de 1961, a ONU autorizou as Forças de Paz a usar a força militar para evitar a guerra civil. O ataque dos capacetes azuis à Catanga provocou a fuga de Tshombe para a então Rodésia do Norte (hoje Zâmbia). A atitude errática de Hammarskjöld em não fornecer suporte a um goveno Lumumba eleito pelo voto popular rende severas críticas entre os países não-alinhados, os países nórdicos e os países comunistas e socialistas. Ao fim, tinha apoio apenas dos Estados Unidos e Bélgica.

## Morte
Em 17 de setembro de 1961, Hammarskjöld embarcou para a Zâmbia a fim de discutir um cessar-fogo com Tshombe. O DC-6B que o transportava caiu pouco depois de avistar o aeroporto. Uma investigação das autoridades coloniais concluiu que houve erro do piloto.
No acidente morreram mais 15 pessoas. O piloto belga-britânico Jan van Risseghem pode ter sido o responsável pela morte do secretário-geral, tendo abatido o avião.

### Controvérsias sobre o acidente
A ONU não aceitou tal resultado e a questão permaneceu oficialmente em aberto. Uma pesquisa efetuada pelo jornal inglês The Guardian, em 2011, levantou sérios indícios de que o avião foi abatido, pouco antes de pousar, por mercenários ocidentais baseados na Rodésia do Norte, atual Zâmbia. Em 2012 foi constituída uma comissão internacional de alto nível, constituída por juízes, diplomatas e outras autoridades, para reexaminar o assunto.

## Prêmio Nobel da Paz
Dag Hammarskjöld era candidato ao Prêmio Nobel da Paz em 1961 e foi premiado a título póstumo. Após a atribuição deste prémio houve alteração das regras de atribuição no sentido de posteriormente não permitir atribuições do Nobel a título póstumo.

## Academia Sueca
Dag Hammarskjöld ocupou a cadeira 17 da Academia Sueca, em 1954-1961.

## Legado
Deixou muitos escritos. Entre seus pertences foi encontrado o seguinte escrito: "Quando nasceste, todos riam, só tu choravas. Vive de maneira tal que, quando morreres, todos chorem e só tu não tenhas lágrimas para verter".

### Poesia
Após a morte de Dag Hammarskjöld foram encontrados vários cadernos contendo poemas. Essa poesia de cunho existencial seria publicada mais tarde, consistindo na maior parte em haikai.